# Ophion maai
Ophion maai là một loài tò vò trong họ Ichneumonidae.